# 이형은
이형은(1993년 ~)은 대한민국의 가수 겸 작곡가다.

## 방송
- 스타 오디션 위대한 탄생 3 (2012) - Top4

## 음반
- '위대한 탄생 3' 위대한 캠프 Part.1 (2012)
- '위대한 탄생 3' TOP 16 생방송 경연 (2013)
- '위대한 탄생 3' TOP 12 생방송 경연 (2013)
- '위대한 탄생 3' TOP 8 생방송 경연 (2013)
- '위대한 탄생 3' TOP 4 생방송 경연 (2013)
- 바람이 좀 덜 차갑네 (2016)
- 못참겠어 (2016)
- 93 (2017)
- Love Yourself (2018)
- 우린 두 눈을 맞춰 (2020)
- 멀리가지마요 (2021)
- DRIVE (2021)
- 내 안의 태양 (아머드 사우루스 OST - 엔딩 타이틀) (2022)

## 영화
- 어쩌다, 결혼 (2019) - 노래
- 국제수사 (2020) - 작곡, 노래